# Bad Bitch
Bad Bitch è un singolo del rapper italiano Side Baby, pubblicato il 22 marzo 2024 come terzo estratto dal terzo album in studio Leggendario.

## Descrizione
Il brano vanta la partecipazione del rapper Niky Savage.

## Tracce
1. Bad Bitch (feat. Niky Savage) – 3:00